# (4403) Kuniharu
(4403) Kuniharu es un asteroide perteneciente al cinturón de asteroides, descubierto el 2 de marzo de 1987 por Yoshiaki Oshima desde el Observatorio Gekko, Kannami, Japón.

## Designación y nombre
Designado provisionalmente como 1987 EA. Fue nombrado Kuniharu en homenaje al Observatorio Kuniharu, fundado en el año 1958 en Okazaki.

## Características orbitales
Kuniharu está situado a una distancia media del Sol de 2,243 ua, pudiendo alejarse hasta 2,454 ua y acercarse hasta 2,031 ua. Su excentricidad es 0,094 y la inclinación orbital 3,086 grados. Emplea 1227 días en completar una órbita alrededor del Sol.

## Características físicas
La magnitud absoluta de Kuniharu es 13,6. Tiene 4,82 km de diámetro y su albedo se estima en 0,247.